# Johannes Rudbeckius
Johannes Rudbeckius, o Johannes Rudbeck (Örebro, 3 aprile 1581 – Västerås, 8 agosto 1646), è stato un vescovo luterano svedese.

## Biografia
È stato vescovo di Västerås, in Svezia, dal 1619 fino alla sua morte, e cappellano personale del re Gustavo II Adolfo il Grande.
Nel 1623 fondò il primo ginnasio di Västerås. Fu sposato due volte, e dalla seconda moglie ebbe un figlio maschio, Olaus Rudbeck, che divenne il più importante scienziato svedese del diciassettesimo secolo. 
La pronipote del vescovo Rudbeckius, Wendela Rudbeck, sposò Peter Olai Nobelius, avo di Alfred Nobel.

## Genealogia episcopale
La genealogia episcopale è:
- Cardinale Guillaume d'Estouteville, O.S.B.Clun.
- Papa Sisto IV
- Papa Giulio II
- Cardinale Achille Grassi
- Vescovo Paride Grassi
- Vescovo Peder Månsson
- Arcivescovo Laurentius Petri
- Vescovo Jacob Johannis
- Arcivescovo Laurentius Petri Gothus
- Arcivescovo Andreas Laurentii Björnram
- Vescovo Petrus Benedicti
- Arcivescovo Abraham Angermannus
- Arcivescovo Petrus Kenicius
- Vescovo Johannes Rudbeckius